# Underclass Hero
Underclass Hero è il quarto album del gruppo musicale canadese Sum 41, pubblicato nel 2007.
Si tratta del primo lavoro senza il chitarrista Dave Baksh, che ha abbandonato la band per seguire la sua nuova band, i Brown Brigade.
Il disco è stato distribuito in tutto il mondo dalla Universal Records tramite l'Island Records eccetto in Canada, dove è stato pubblicato dalla Aquarius Records.
Dell'album sono stati pubblicati tre singoli: l'omonimo Underclass Hero, Walking Disaster e With Me (dedicata all'allora moglie di Deryck, Avril Lavigne).

## Tracce
Testi e musiche di Deryck Whibley, eccetto dove indicato.
1. Underclass Hero - 3:14 (Whibley, Jocz)
2. Walking Disaster - 4:46
3. Speak of the Devil - 3:58 (Whibley, Jocz)
4. Dear Father - 3:52
5. Count Your Last Blessings - 3:03 (Whibley, McCaslin)
6. Ma Poubelle - 0:55 (Jocz)
7. March of the Dogs - 3:09 (Whibley, McCaslin)
8. The Jester - 2:48 (Jocz)
9. With Me - 4:51
10. Pull the Curtain - 4:18 (Whibley, Jocz, McCaslin)
11. King of Contradiction - 1:40 (Jocz, McCaslin)
12. Best of Me - 4:25
13. Confusion and Frustration in Modern Times - 3:46
14. So Long Goodbye - 7:04 (Whibley, Jocz, McCaslin)
  - Look at Me - traccia fantasma

Tracce bonus
1. No Apologies - 3:01
2. This Is Goodbye - 2:28
3. Take a Look at Yourself - 3:24
4. Walking Disaster (Live) - 4:22
5. Count Your Last Blessings (Live) - 2:41 (Whibley, McCaslin)

## Formazione
- Deryck Whibley - voce, chitarra, piano, tastiera
- Cone McCaslin - basso, voce secondaria
- Steve Jocz - batteria, percussioni

Altri musicisti
- Dan Chase - percussioni
- David Cambell - archi
- Jamie Muhoberac - tastiera
- Michael Railton - piano

## Classifiche
| Classifica (2007)         | Posizione massima |
| ------------------------- | ----------------- |
| Australia                 | 22                |
| Austria                   | 8                 |
| Brasile                   | 9                 |
| Canada                    | 1                 |
| Francia                   | 17                |
| Giappone                  | 2                 |
| Irlanda                   | 66                |
| Italia                    | 34                |
| Regno Unito               | 46                |
| Svizzera                  | 9                 |
| Stati Uniti               | 7                 |
| Stati Uniti (alternative) | 1                 |
| Stati Uniti (rock)        | 1                 |
| Stati Uniti (digital)     | 34                |

## Date di pubblicazione
| Paese       | Data           | Etichetta         |
| ----------- | -------------- | ----------------- |
| Giappone    | 18 luglio 2007 | Universal Records |
| Canada      | 23 luglio 2007 | Aquarius Records  |
| Australia   | 23 luglio 2007 | Island Records    |
| Europa      | 23 luglio 2007 | Island Records    |
| Stati Uniti | 24 luglio 2007 | Island Records    |